# Калифорнийская макрель
Калифорни́йская макре́ль (лат. Scomberomorus concolor) — вид рыб семейства скумбриевых. Обитают в субтропических водах центрально-восточной части Тихого океана между 32° с .ш. и 20° с. ш. и между 115° з. д. и 105° з. д. Это пелагические рыбы. Максимальная длина тела до развилки хвостового плавника 77 см. Ценная промысловая рыба.

## Ареал
Калифорнийская макрель обитает в центрально-восточной части Тихого океана у побережья США. В настоящее время её ареал ограничен Калифорнийским заливом. Это эпипелагический неретический вид.

## Описание
У калифорнийских макрелей удлинённое веретеновидное тело, тонкий хвостовой стебель с простым килем. Зубы ножевидной формы. Голова короткая. Имеются сошниковые и нёбные зубы. Верхнечелюстная кость не спрятана под предглазничную. 2 спинных плавника разделены небольшим промежутком. Боковая линия не волнистая, с одним изгибом. Брюшные плавники маленькие.  Брюшной межплавниковый отросток маленький и раздвоенный. Зубы на языке отсутствуют. Количество жаберных тычинок на первой жаберной дуге 21—27. Позвонков 46—48. В первом спинном плавнике 15—18 колючих лучей, во втором спинном 16—20 и в анальном плавнике 19—23 мягких лучей. Позади второго спинного и анального плавников пролегает ряд (6—9 и 6—8, соответственно) более мелких плавничков, помогающих избегать образования водоворотов при быстром движении. Грудные плавники образованы 19—22 лучами. Спина сине-стального цвета. Бока и брюхо серебристые, без отметин. Самки окрашены темнее, их бока покрыты коричневыми (золотыми при жизни) пятнышками. Максимальная зарегистрированная длина до развилки хвостового плавника 77 см, а масса 3,6 кг. Плавательный пузырь отсутствует. Тело покрыто мелкой чешуёй. Панцирь в передней части тела отсутствует.

## Биология
Пелагическая стайная рыба.
Нерест происходит поздней весной и в начале лета. Калифорнийская макрель образует стаи и нерестится вместе с перуанской макрелью. Отправляется в центральную часть Калифорнийского залива в октябре. Соотношение полов 1:1. Рыбы достигают половой зрелости в возрасте около 3 лет при длине 36,5 см. Продолжительность жизни оценивается в 8 лет. Длительность поколения 3,8 года.
Макрель питается в основном креветками и мелкими сельдями.

## Взаимодействие с человеком
Ранее калифорнийская макрель была объектом интенсивного промысла. В настоящее время популяция находится на грани коллапса. Страдает от ухудшения условий окружающей среды. Международный союз охраны природы присвоил виду охранный статус «Уязвимый».